# Магнетизација
Магнетизација јесте појава стварања магнета. Стварањем и кретањем магнетно својство чини магнет. У класичном електромагнетизму, магнетизација је векторско поље које изражава густину перманентног или индукованог магнетног диполног момента у магнетичном материјалу. Извор магнетних момената одговорних за магнетизацију могу бити микроскопске електричне струје које су резултат кретања електрона у атомима, или спин електрона или језгра. Нето магнетизација је резултат одговора материјала на спољашње магнетно поље, заједно са свим неуравнотеженим магнетним диполним моментима који могу бити својствени самом материјалу; на пример, у феромагнетима. Магнетизација није увек униформна унутар тела, већ се разликује између различитих тачака. Магнетизација такође описује како материјал одговара на примењено магнетно поље, као и начин на који материјал мења магнетно поље, и може се користити за израчунавање сила које настају из тих интеракција. Она се може упоредити са електричном поларизацијом, која је мера одговарајућег одзива материјала на електрично поље у електростатици. Физичари и инжењери обично дефинишу магнетизацију као количину магнетног момента по јединици запремине. Она се представља псеудовектором M.

## Дефиниција
Поље магнетизације или M-поље може се дефинисати према следећој једначини:
{\displaystyle \mathbf {M} ={\frac {\mathrm {d} \mathbf {m} }{\mathrm {d} V}}}
Где је {\displaystyle \mathrm {d} \mathbf {m} } елементарни магнетни момент, а {\displaystyle \mathrm {d} V} је запремински елемент; другим речима, M-поље је дистрибуција магнетног момента у датом региону или многострукости. Ово је боље илустровано следећим односом:
{\displaystyle \mathbf {m} =\iiint \mathbf {M} \,\mathrm {d} V}
где је m обични магнетни момент, а троструки интеграл означава интеграцију преко запремине. Ово чини M-поље потпуно аналогним електричном поларизационом пољу, или P-пољу, које се користи за одређивање електричног диполног момента p генерисаног сличним регионом или многостранашћу са таквом поларизацијом:
{\displaystyle \mathbf {P} ={\mathrm {d} \mathbf {p}  \over \mathrm {d} V},\quad \mathbf {p} =\iiint \mathbf {P} \,\mathrm {d} V}
Где је {\displaystyle \mathrm {d} \mathbf {p} } елементарни електрични диполни моменат. Ове дефиниције P и M као „момената по јединичној запремини” су широко прихваћене, иако у неким случајевима могу довести до нејасноћа и парадокса.
M-поље се мери у амперима по метру (A/m) у СИ јединицама.

## Настајање магнета
Стварањем магнетног својства метал постаје магнет. За настајање магнета потребан је генератор са магнетним статором и металним ротором који се налазе у вакууму. Металан ротор се окреће у обртном променљивом спољашњем магнетном пољу. Обртно магнетно поље јесте поље које се окреће око магнетног статора. Променљиво магнетно поље јесте поље чија се јачина може променити. За покретање магнетног поља и металног ротора потребна је Магнетомоторна сила.
Свака мера и сваки отпор имају реалан и имагинаран део. На пример, ако измеримо створену количину у износу од 10 килограма тај део мере је реалан. Имагинарни део поставља питање зашто није створена већа или мања количина. Мери потенцијално већу или мању количину од створене.
Пропуштање (Пермеација)
Пропуштање металног дела магнета јесте Магнетна пермеација. Метални део магнета пропушта магнетно поље. Мерење пропустљивости магнета јесте Магнетна пермеабилност {\displaystyle \mathbf {\mu } _{\text{magnet}}}. Цео магнет пропушта поље јесте Апсолутна магнетна пермеација. Мерење пропустљивости целог магнета јесте Апсолутна магнетна пермеабилност {\displaystyle \mathbf {\mu } _{\text{a magnet}}}. Магнет делимично пропушта и не пропушта поље јесте Релативна магнетна пермеација. Мерење пропустљивости дела магнета јесте Релативна магнетна пермеабилност {\displaystyle \mathbf {\mu } _{\text{r magnet}}}.
Пропуштање спољашњег магнетног поља јесте Пермеација магнетног поља. Спољашње магнетно поље пропушта метал. Мерење пропустљивости магнетног поља јесте Пермеабилност магнетног поља {\displaystyle \mathbf {\mu } _{\text{magnetno polje}}}. Магнетно поље пропушта цео метал јесте Апсолутна пермеација поља. Мерење магнетног поља да пропушта цео метал јесте Апсолутна пермеабилност поља {\displaystyle \mathbf {\mu } _{\text{a polje}}}. Поље пропушта исту густину целог метала или различиту густину целог метала. Магнетно поље делимично пропушта метал јесте Релативна пермеација поља. Мерење делимичног пропуштања метала јесте Релативна пермеабилност поља {\displaystyle \mathbf {\mu } _{\text{r polje}}}. Поље делимично пропушта исту густину метала или различиту густину метала.
Пропуштање унутрашње структуре метала јесте Метална пермеација. Метал пропушта спољашње магнетно поље. Мерење пропустљивости метала јесте Метална пермеабилност {\displaystyle \mathbf {\mu } _{\text{metal}}}. Цео метал пропушта магнетно поље јесте Апсолутна метална пермеација. Мерење површине целог метала да пропушта магнетно поље јесте Апсолутна метална пермеабилност {\displaystyle \mathbf {\mu } _{a}}. Цео метал пропушта исту густину поља или различиту густину поља. Метал делимично пропушта магнетно поље јесте Релативна метална пермеација. Мерење делимичног пропуштања магнетног поља јесте Релативна метална пермеабилност {\displaystyle \mathbf {\mu } _{r}}. Метал делимично пропушта исту густину поља или различиту густину магнетног поља.
Непропуштање (Пермитиција)
Магнетно поље не пропушта метал јесте Пермитиција магнетног поља. Мерење непропустљивости поља јесте Пермитивност магнетног поља {\displaystyle {\varepsilon }_{\text{magnetno polje}}}. Магнетно поље не пропушта цео метал јесте Апсолутна пермитиција магнетног поља. Мерење непропуштања целог метала јесте Апсолутна пермитивност магнетног поља {\displaystyle \mathbf {\varepsilon } _{\text{a polje}}}. Магнетно поље делимично не пропушта метал јесте Релативна пермитиција магнетног поља. Мерење делимичног непропуштања метала јесте Релативна пермитивност магнетног поља {\displaystyle \mathbf {\varepsilon } _{\text{r polje}}}.
Магнетно поље не пролази кроз метал. Метал не пропушта магнетно поље јесте Метална пермитиција. Мерење непропустљивости метала јесте Метална пермитивност {\displaystyle {\varepsilon }_{\text{metal}}}. Метал не пропушта цело магнетно поље јесте Апсолутна метална пермитиција. Мерење непропуштања целог магнетног поља јесте Апсолутна метална пермитивност {\displaystyle \mathbf {\varepsilon } _{a}}. Метал делимично не пропушта магнетно поље јесте Релативна метална пермитиција. Мерење делимичног непропуштања магнетног поља јесте Релативна метална пермитивност {\displaystyle \mathbf {\varepsilon } _{r}}.
Осетљивост (Сусцепција)
Да ли је могућа магнетизација у пољу описује Сусцепција. Осетљивост магнетог поља на магнетизацију метала јесте Магнетна сусцепција. Мерење осетљивости магнетог поља на метал јесте Магнетна сусцептибилност {\displaystyle {\mathcal {X}}_{\text{magnet}}}. Осетљивост зависи од масе метала и масе магнетног поља. Маса метала или поља је производ моларности, количине честица у металу или пољу и запремине метала или поља. Масена магнетна сусцептибилност {\displaystyle {\mathcal {X}}_{\text{mass magnet}}} јесте осетљивост масе поља на метал. Моларна магнетна сусцептибилност {\displaystyle {\mathcal {X}}_{\text{mol magnet}}} јесте осетљивост моларне количине поља на метал. Запреминска магнетна сусцептибилност {\displaystyle {\mathcal {X}}_{\text{v magnet}}} јесте запреминa поља у металу.
Стварање (Индукција)
Стварање количине магнетизма у металу јесте Магнетна индукција {\displaystyle \mathbf {B} }. Магнетна индукција јесте збир стварања намагнетисаности и стварања магнетног поља. Магнетно поље у којем настаје магнет је индукционо магнетно поље. Мерење створене количине магнетизма јесте Магнетна индуктивност {\displaystyle {L}_{m}}. Реалан део индуктивности јесте мерење створене намагнетисаности и мерење створеног магнетног поља. Имагинаран део индуктивности јесте мерење зашто није створена већа или мања количина намагнетисаности од створене количине и мерење зашто није створена већа или мања количина магнетног поља од створене. Оно што тежи да спречи стварање магнетизма јесте Отпор магнетној индукцији {\displaystyle {U}_{\text{B}}}. Реалан део отпора магнетној индукцији јесте реактанса отпор стварању намагнетисаности и релуктанса отпор стварању магнетног поља. Имагинаран део отпора магнетној индукцији јесте отпор стварању веће или мање количине намагнетисаности од створене и отпор стварању веће или мање количине магнетног поља од створене. Део магнетизма који остаје у магнету након индукције јесте Реманентна магнетна индукција {\displaystyle \mathbf {B} _{r}}. Мерење индукционог дела магнетизма јесте Реманентна магнетна индуктивност {\displaystyle {L}_{\text{rm}}}.
Задржавање (Коерцитација)
Створени магнетизам се зове индукциони магнетизам, ако нестаје мора се задржати да остане.
Појава задржавања индукционог магнетизма јесте Магнетна коерцитација. Мерење задржавања индукционог магнетизма јесте Магнетна коерцитивност {\displaystyle {C}}. Сила задржава индукциони магнетизам јесте Коерцитивна сила {\displaystyle {F}_{C}}. Отпор сили задржавања индукционог магнетизма јесте Отпор коерцитивној сили {\displaystyle {U}_{\text{Fc}}}. Када изађе из поља у коме настаје, индукциони магнетизам нестаје. Магнетно поље у коме се задржава индукциони магнетизам јесте Коерцитивно магнетно поље. Повећањем јачине магнет не може изаћи из поља. Јачина поља задржава индукциони магнетизам јесте Коерцитивна јачина магнетног поља {\displaystyle {H}_{C}}.
Нестајање
Нестајање створене количине магнетизма јесте Магнетна дедукција. Мерење нестале количине магнетизма јесте Магнетна дедуктивност.
Метал и магнетно поље имају невидљиву унутрашњу структуру коју чине честице. Магнетизација зависи од унутрашње структуре метала и магнетног поља. Метали се разликују према њиховој унутрашњој структури. Обични метали имају унутрашњу структуру за привлачење, ротирање у магнетном пољу, стварање и нестајање магнетног својства. Мали број метала има структуру за привлачење, ротирање, стварање и није могућа демагнетизација. Неки метали за привлачење и ротирање (није могућа магнетизација), а неке само за привлачење и не могу се окретати у пољу због унутрашње структуре.
Честице метала и честице магнетног поља јесу пропустљиве (пермеабилне), крећу се једна кроз другу стварајући магнетно својство које чине нове честице. Појава се назива Магнетна ексцитација. На тај начин метал постаје магнет. Пропустљивост зависи од унутрашње структуре честица метала и поља. Већа пропустљивост подразумева већу осетљивост (сусцептибилност) честица. Ако су честице пропустљивије брже се привлачи метал и већа је брзина обртаја метала. Честице метала и честице магнетног поља јесу статичне, њих није могуће покренути јер се налазе у валентној зони. Ове две врсте честица стварају намагнетисаност честица метала. Честице магнетног поља и намагнетисане честице метала стварају магнет. Новостворене честице које чине магнет јесу статичне и динамичне јер се налазе у проводној зони метала. Статичне честице стварају намагнетисање, а динамичне честице стварају магнетно поље. Брзина кретања честица јесте стална. Поље се индукује (настаје) у вакууму због могућности неограничене индукције. Магнетно поље може бити привлачно, одбојно, привлачно и одбојно, непробојно.
Метал у магнетном пољу исијава и постаје заштићенији од корозије. Под утицајем магнетног поља метал мења димензије. Појава се назива Магнетна стрикција. Метал осцилује у пољу. Амплитуда осциловања која се не може повећати и због које настаје ломљење јесте Магнетна резонанција. На металу и из метала настаје електрицитет. Електрицитет се назива видљива струја. Може бити статичан или динамичан и краткотрајан или дуготрајан. Статички електрицитет се појављује криволинијски, динамички електрицитет се креће криволинијски у више смерова.

## Подела магнетизације
Према магнетизацији метал се може магнетизовати магнетик, метал не може магнетизовати димагнетик. Немогућност магнетизације материјала јесте Магнетни отпор. Отпор може бити активан и реактиван. Активан отпор јесте узрок, реактиван отпор јесте последица дешавања радње.
Према магнетизацији и демагнетизацији метал се може магнетизовати, може се демагнетизовати - метал се може магнетизовати, демагнетизовати и поново магнетизовати меки магнети - метал се може магнетизовати, демагнетизовати, не може поново магнетизовати тврди магнети и метал се може магнетизовати, не може демагнетизовати.
Магнетизација према стварању магнетног својства јесте унутрашња и спољашња. Унутрашње и спољашње стварање јесте одвојено. Унутрашње стварање магнетног својства подразумева стварање магнета без магнетног поља (полумагнет). Својство које настаје у металу, узрок је лепљења метала. Појава се назива Намагнетисање. Физичка величина јесте намагнетисаност. Спољашње стварање магнетног својства подразумева стварање магнета са магнетним пољем. Када намагнетисаност не постоји, метал у пољу додирује магнет. Стварање магнетног поља у металу јесте унутрашњи део и око метала спољашњи део магнетног поља.
Према трајању магнетизма постоје привремени магнети и стални магнети. Метал постаје магнетичан у пољу, а губи магнетичност изван поља. Ова појава јесте Магнетна инфлуенција. Привремен магнет јесте магнет чије својство количински и временски нестане или нестаје када изађе из поља. Појава се назива Магнетна диспареција. Тренутни настанак и нестанак магнетизма назива се Магнетна анхистереза. Настајање и нестајање магнетизма са кашњењем назива се Магнетна хистереза. Цело својство које нестане у магнету након демагнетизације назива се Магнетна тоталенција. Ако магнет изађе из магнетног поља, цело својство нестане или нестаје. Појава се зове Анхистеретична тоталенција. Ако магнет изађе из магнетног поља, цело својство нестане или нестаје након одређеног времена. Појава се зове Хистеретична тоталенција. Део својства који остане у магнету након диспареције или демагнетизације назива се Магнетна реманенција или заостали магнетизам. Мера јесте Магнетна реманентност {\displaystyle {R}}. Ако магнет изађе из магнетног поља, део својства нестане или нестаје. Појава јесте Анхистеретична реманенција. Ако магнет изађе из магнетног поља, део својства нестане или нестаје након одређеног времена. Појава јесте Хистеретична реманенција. Магнетна хистереза јесте статична, динамична, еластична и електрична. Статична хистереза јесте успорено настајање или нестајање статичног магнетизма у магнетним доменима. Динамична хистереза јесте успорено настајање или нестајање динамичног магнетизма. Еластична хистереза јесте успорено враћање димензија метала у почетно стање након савијања или истезања. Електрична хистереза јесте успорено стварање и нестајање статичког електрицитета. Сталан магнет јесте магнет чије својство стално постоји. Појава се назива Магнетна перманенција. Ако не може изгубити својство демагнетизацијом, сталан магнет се назива супермагнет.
Према интензитету (јачини) магнетног својства око метала постоје јаки магнети и слаби магнети. Јаки магнети имају јаче магнетног поља, а слаби магнети слабије магнетно поље. Због јаче магнетизације јача је намагнетисаност и снажније се залепљује метал за полумагнет и спорије клизи по подлози. Тотална намагнетисаност јесте највећа количина непропустљивих честица које чине полумагнет. Ако она постоји метал се не може одлепити.
Магнетизација према густини магнетизма око магнета јесте хомогена или хетерогена. Хомогена магнетна поља јесу исте густине, а хетерогена магнетна поља различите густине. Области у магнетним материјалима у којима је магнетизација неравномерна јесу Магнетни домени. Границе магнетних домена јесу доменски зидови. Пропусне честице се стварају једна у другој до засићења. Коначна густина магнетизма се назива Магнетна сатурација. Мера коначне густине јесте засићеност или Магнетна сатуративност {\displaystyle {S}}. Оно што спречава стварање коначне густине магнетизма јесте Отпор сатурацији {\displaystyle {U}_{S}}. Изнад границе засићења стварају се непропустљиве честице. На тај начин настаје непробојно магнетно поље. Стварање пропустљивијих честица у једној непропустљивој честици настаје друга непропустљива честица. Ова појава јесте Магнетни притисак. Према количини магнетног својства у металу и око метала јесте тотална или апсолутна. Коначна или тотална магнетизација јесте стварање коначне количине магнетизма у металу. Апсолутна или бесконачна магнетизација јесте коначна количина у металу и бесконачна изван метала. Због ње није могућа сатурација.
За мерење магнетизације у магнетном материјалу користи се уређај магнетометар.

## Физичке величине магнетизације
- Количина магнетизације је физичка величина која описује створену количину својства
- Тотална магнетизација је физичка величина која описује сатурацију, највећу ограничену количину својства магнета у вакууму
- Апсолутна магнетизација је физичка величина која описује неограничену количину својства магнета изван вакуума
- Јачина магнетизације
- Брзина магнетизације је физичка величина која описује брзину кретања магнетног својства и она је константа
- Време магнетизације је физичка величина која описује када ће се створити магнетно својство (време стварања)
- Магнетна резистенција је физичка величина која описује отпор метала магнетизацији
- Магнетни потенцијал